# الضغط العامودي
في ميكانيكا الموائع ، الضغط العامودي (Pressure head) هو الضغط الناتج عن ارتفاع السائل بشكل عامودي. ويكون تأثير هذا الضغط على قاعدة الأنبوب أو الوعاء الذي يحتوي السائل.
يتم حساب قيمة هذا الضغط باستخدام العلاقة التالية:
{\displaystyle \psi ={\frac {p}{\gamma }}={\frac {p}{\rho \,g}}}
حيث:
{\displaystyle \psi } : الضغط العامودي وهو مقدار ارتفاع السائل ويقاس عادةً بوحدات الأمتار أو السنتيمترات من الماء.
{\displaystyle p}: ضغط السائل : ويقاس بوحدة باسكل.
{\displaystyle \gamma }: الوزن النوعي ويقاس بوحدة نيوتن / متر مكعب .
{\displaystyle \rho }: كثافة السائل وتقاس بوحدة كغم / متر مكعب.
{\displaystyle g} : تسارع الجاذبية الأرضية ويقاس بوحدة متر / ثانية 2
في هذه المعادلة ، قد يتم التعبير عن الضغط ({\displaystyle p}) إما بالضغط القياسي ( gauge pressure) أو الضغط المطلق (ِAbsolute pressure) ، وذلك اعتمادا على تصميم الوعاء الحاوي للسائل فهو إما أن يكون مفتوحا من الأعلى أو محكم الإغلاق بدون هواء.